# Château de la Morinais
Le château de la Morinais est un château situé sur la commune de Pleucadeuc dans le département du Morbihan.

## Historique
Le château actuel est bâti vers 1870 pour le compte de Dominique Cossé, industriel raffineur de sucre à Nantes, associé de Cossé-Duval, sur l'emplacement d'un bâtiment plus ancien, siège d'une ancienne seigneurie.